# Euryrhynchus pemoni
Euryrhynchus pemoni is een garnalensoort uit de familie van de Euryrhynchidae. De wetenschappelijke naam van de soort is voor het eerst geldig gepubliceerd in 1985 door Pereira.